# Etah (distrikt)
 For alternative betydninger, se Etah (flertydig). (Se også artikler, som begynder med Etah)
Etah (hindi: एटा ज़िला, urdu: ایٹا ضلع) er et distrikt i den indiske delstat Uttar Pradesh. Distriktets hovedstad er Etah.

## Demografi
Ved folketællingen i 2011 var der 1.761.152 indbyggere i distriktet, mod 1.561.705 i 2001. Den urbane befolkning udgør 15,24 % af befolkningen.
Børn i alderen 0 til 6 år udgjorde 15,77 % i 2011 mod 19,72 % i 2001. Antallet af piger i den alder per tusinde drenge er 880 i 2011.